# Nevada (banda portuguesa)
Nevada fue una banda musical portuguesa constituida por Jorge Mendes y Alfredo Azinheira. Conocida por su participación en el Festival de la Canción de Eurovisión 1987.

## Festival de Eurovisión
Esta banda cuando era todavía un dúo participó en el Festival RTP da Canção, con la  canción "Neste barco à vela", alzándose con la victoria. Lo que supuso que fueran los representantes de Portugal en el Festival de la Canción de Eurovisión 1987, celebrado en Bruselas. La canción acabó en 18º lugar, de entre 22 países participantes, recibiendo 15 puntos.
Posteriormente el grupo se transformó en trío tras la salida de Jorge Mendes y la entrada de dos nuevas cantantes: Fernanda Lopes y Carla Burity (que habían participado haciendo los coros en el Festival de Eurovisión). 

## Discografía

### Álbumes
- Na Outra Margem (LP, Discossete, 198*)

### Singles
- Neste Barco À Vela/Instrumental (Single, Transmédia, 1987)
- Amor Tropical/Eu Não Sei Bem (Single, Discossete, 1988)